# 5050 (밴드)
5050은 일본의 8인조 밴드이다. 2005년 8월 결성되었고, 2007년 avex trax로부터 메이저로 데뷔했다.
「포스트 미미 CLUB」라는 소리도 있었지만, 「Jungle P」가 「ONE PIECE」오프닝 테마가 된 것 이외, 눈에 띄는 활약은 남기지 못한 채 2009년 12월 29일로 활동 정지가 되었다.

## 멤버
- M : LA : 치히로 (퍼포먼스 / 보컬) 미에현 출신. 뉴 하프.
- 테킬라☆마사하루(댄스/보컬) 베네수엘라 출신.애칭은 「마반」. 그 후, 미미 CLUB에 참가.
- Neo. 테루오미(스마일/보컬) 로스앤젤레스 출신.2006년 초대 미스터 케이오.애칭은 텔.
- SARAD 양인 시가현 출신. 애칭은 요지. 2009년 9월 11일부로 탈퇴.
- Go Ahead 기무라(베이스) 시가현 출신. 애칭은 「킴」.
- 무카이야마"BINTA" 슈이치(기타) 미야자키현 출신. 애칭은"사키"이다.
- BOOM BOOM 춘스케(기타) 오키나와현 출신. 애칭은 슌스케.
- McGHIE 타쿠미(드럼) 오키나와현 출신. 애칭은 매기.

## 디스코그래피

### 싱글
1. 쇼난 Mid Night Club（2007년 7월 25일）
  - 예능 프로그램 '여신의 하테나' 엔딩
2. Jungle P（2007년 11월 7일）[1]
  - TV 애니메이션 『ONE PIECE』오프닝 테마
3. FIRE!!（2008년 6월 18일）
  - TV 가나가와 2008년 『제90회 전국 고등학교 야구 선수권 가나가와 대회』테마송
  - 『중앙 경마 와이드 중계』엔딩 테마
  - c/w Malibu walk은 『개운! 뭐든지 감정단』의 엔딩 테마이다.

### 앨범
1. 50/50( 2006년 7월 19일) 타워레코드 한정판매
  1. 한여름의 구게누마
  2. COME ON A MY HOUSE
  3. 오렌지색 플레이버
  4. 두근두근★휴대전설
  5. The theme of 5050 (Part1)

1. 제1차 세계 파리(2008년 2월 13일) 메이저 데뷔 작품.
  1. The theme of 5050 (partII)
  2. Promise
  3. 댄 ☆ 파라
  4. 쇼난 Mid Night Club
  5. moonlight
  6. monster
  7. 한겨울밤의 Fantasy
  8. ONE
  9. Call My Name
  10. Magic Number 1,2
  11. Jungle P
  12. Flight-5050